# Józef Zapłata
Józef Zapłata CFCI (ur. 5 marca 1904 w Jerce k. Kościana, zm. 19 lutego 1945 w Dachau (KL)) – polski zakonnik ze Zgromadzenia Braci Serca Jezusowego, błogosławiony Kościoła katolickiego.

## Życiorys
Uczęszczał do Szkoły Powszechnej w Turwi. Po odbyciu służby wojskowej został przyjęty do Zgromadzenia Braci Najświętszego Serca Jezusowego (14 kwietnia 1927). Śluby zakonne złożył 8 września 1928 roku, a śluby wieczyste 10 marca 1938 roku. Pracował w Kancelarii Prymasa Polski, w Kurii arcybiskupiej w Poznaniu, a także jako przełożony domu w kościele św. Elżbiety we Lwowie, przez pewien czas był Mistrzem Nowicjatu Zgromadzenia Braci Serca Jezusowego.
Po wybuchu II wojny światowej został aresztowany 3 października 1939 przez gestapo i osadzony w Forcie VII, a następnie przewieziony do klasztoru w Kazimierzu Biskupim, by sierpniu 1940 trafić do niemieckiego obozu koncentracyjnego w Mauthausen-Gusen w Austrii.
Jego ostatnim miejscem pobytu okazał się obóz w Dachau, gdzie trafił 8 grudnia 1940 roku i zarejestrowany został jako numer 22099.
Zachowało się wiele pisemnych świadectw opisujących okoliczności śmierci oraz oddanie na rzecz drugiego człowieka i niezłomną wiarę brata Józefa. W obozie przeżył pięć lat. Zgłosił się na ochotnika w intencji szczęśliwego powrotu do Ojczyzny po wojnie, Prymasa Polski ks. Kardynała Augusta Hlonda, do pomocy zarażonym tyfusem plamistym. Zmarł tuż przed wyzwoleniem obozu.
Beatyfikował go papież Jan Paweł II w Warszawie 13 czerwca 1999 w grupie 108 polskich męczenników.